# مرحله مقدماتی جام جهانی فوتبال ۲۰۱۴
جام جهانی فوتبال ۲۰۱۴ با حضور ۳۲ تیم از سراسر جهان برگزار شد. برزیل به عنوان کشور میزبان به صورت مستقیم در این بازی‌ها حضور یافت و ۳۱ تیم دیگر با برگزاری مسابقات مقدماتی در تمامی قاره‌ها انتخاب شدند.

## تیم‌های انتخاب شده

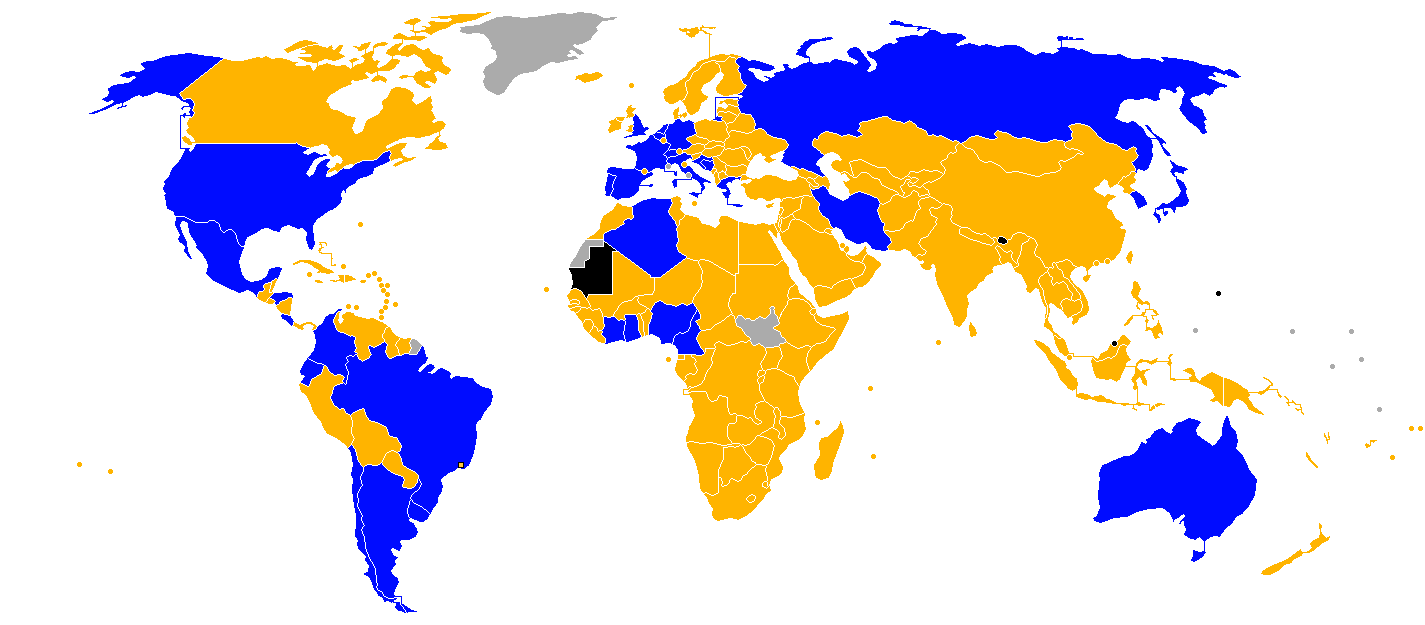

| تیم                 | نحوه انتخاب                         | تاریخ انتخاب    | تعداد حضور | آخرین حضور | بهترین عملکرد                         |
| ------------------- | ----------------------------------- | --------------- | ---------- | ---------- | ------------------------------------- |
| برزیل               | میزبان                              | ۳۰ اکتبر ۲۰۰۷   | ۲۰         | ۲۰۱۰       | قهرمان (۱۹۵۸، ۱۹۶۲، ۱۹۷۰، ۱۹۹۴، ۲۰۰۲) |
| ژاپن                | اول گروه B آسیا                     | ۴ ژوئن ۲۰۱۳     | ۵          | ۲۰۱۰       | مرحله یک هشتم(۲۰۰۲, ۲۰۱۰)             |
| استرالیا            | دوم گروه B آسیا                     | ۱۸ ژوئن ۲۰۱۳    | ۴          | ۲۰۱۰       | مرحله یک هشتم(۲۰۰۶)                   |
| ایران               | اول گروه A آسیا                     | ۱۸ ژوئن ۲۰۱۳    | ۴          | ۲۰۰۶       | مرحله گروهی (۱۹۷۸, ۱۹۹۸, ۲۰۰۶)        |
| کرهٔ جنوبی           | دوم گروه A آسیا                     | ۱۸ ژوئن ۲۰۱۳    | ۹          | ۲۰۱۰       | مقام چهارم (۲۰۰۲)                     |
| هلند                | اول گروه D اروپا                    | ۱۰ سپتامبر ۲۰۱۳ | ۱۰         | ۲۰۱۰       | مقام دوم (۱۹۷۴, ۱۹۷۸, ۲۰۱۰)           |
| ایتالیا             | اول گروه B اروپا                    | ۱۰ سپتامبر ۲۰۱۳ | ۱۸         | ۲۰۱۰       | قهرمان (۱۹۳۴, ۱۹۳۸, ۱۹۸۲, ۲۰۰۶)       |
| ایالات متحده آمریکا | اول کونکاکاف                        | ۱۰ سپتامبر ۲۰۱۳ | ۱۰         | ۲۰۱۰       | مقام سوم (۱۹۳۰)                       |
| کاستاریکا           | دوم کونکاکاف                        | ۱۰ سپتامبر ۲۰۱۳ | ۴          | ۲۰۰۶       | مرحله یک هشتم (۱۹۹۰)                  |
| آرژانتین            | اول آمریکای جنوبی                   | ۱۰ سپتامبر ۲۰۱۳ | ۱۶         | ۲۰۱۰       | قهرمان (۱۹۷۸, ۱۹۸۶)                   |
| بلژیک               | اول گروه A اروپا                    | ۱۱ اکتبر ۲۰۱۳   | ۱۲         | ۲۰۰۲       | مقام چهارم (۱۹۸۶)                     |
| سوئیس               | اول گروه E اروپا                    | ۱۱ اکتبر ۲۰۱۳   | ۱۰         | ۲۰۱۰       | یک چهارم نهایی (۱۹۳۴, ۱۹۳۸, ۱۹۵۴)     |
| آلمان               | اول گروه C اروپا                    | ۱۱ اکتبر ۲۰۱۳   | ۱۸         | ۲۰۱۰       | قهرمان (۱۹۵۴, ۱۹۷۴, ۱۹۹۰)             |
| کلمبیا              | دوم آمریکای جنوبی                   | ۱۱ اکتبر ۲۰۱۳   | ۵          | ۱۹۹۸       | یک شانزدهم نهایی (۱۹۹۰)               |
| روسیه               | اول گروه F اروپا                    | ۱۵ اکتبر ۲۰۱۳   | ۱۰         | ۲۰۰۲       | مقام چهارم (۱۹۶۶)                     |
| بوسنی و هرزگوین     | اول گروه G اروپا                    | ۱۵ اکتبر ۲۰۱۳   | ۱          | -          | اولین حضور در جام                     |
| انگلستان            | اول گروه H اروپا                    | ۱۵ اکتبر ۲۰۱۳   | ۱۴         | ۲۰۱۰       | قهرمان (۱۹۴۶)                         |
| اسپانیا             | اول گروه I اروپا                    | ۱۵ اکتبر ۲۰۱۳   | ۱۳         | ۲۰۱۰       | قهرمان (۲۰۱۰)                         |
| شیلی                | سوم آمریکای جنوبی                   | ۱۵ اکتبر ۲۰۱۳   | ۹          | ۲۰۱۰       | مقام سوم (۱۹۶۲)                       |
| اکوادور             | چهارم آمریکای جنوبی                 | ۱۵ اکتبر ۲۰۱۳   | ۳          | ۲۰۰۶       | یک شانزدهم نهایی (۲۰۰۶)               |
| هندوراس             | سوم کونکاکاف                        | ۱۵ اکتبر ۲۰۱۳   | ۳          | ۲۰۱۰       | مرحله گروهی (۱۹۸۲, ۲۰۱۰)              |
| نیجریه              | برنده مرحله سوم آفریقا              | ۱۶ نوامبر ۲۰۱۳  | ۵          | ۲۰۱۰       | یک شانزدهم نهایی (۱۹۹۴, ۱۹۹۸)         |
| ساحل عاج            | برنده مرحله سوم آفریقا              | ۱۶ نوامبر ۲۰۱۳  | ۳          | ۲۰۱۰       | مرحله گروهی (۲۰۰۶, ۲۰۱۰)              |
| کامرون              | برنده مرحله سوم آفریقا              | ۱۷ نوامبر ۲۰۱۳  | ۷          | ۲۰۱۰       | یک چهارم نهایی (۱۹۹۰)                 |
| غنا                 | برنده مرحله سوم آفریقا              | ۱۹ نوامبر ۲۰۱۳  | ۴          | ۲۰۱۰       | یک چهارم نهایی (۲۰۱۰)                 |
| الجزایر             | برنده مرحله سوم آفریقا              | ۱۹ نوامبر ۲۰۱۳  | ۴          | ۲۰۱۰       | مرحله گروهی (۱۹۸۲،۱۹۸۶،۲۰۱۰)          |
| یونان               | برنده مرحله حذفی اروپا              | ۱۹ نوامبر ۲۰۱۳  | ۳          | ۲۰۱۰       | مرحله گروهی (۱۹۹۴،۲۰۱۰)               |
| کرواسی              | برنده مرحله حذفی اروپا              | ۱۹ نوامبر ۲۰۱۳  | ۴          | ۲۰۰۶       | رتبه سوم (۱۹۹۸)                       |
| پرتغال              | برنده مرحله حذفی اروپا              | ۱۹ نوامبر ۲۰۱۳  | ۵          | ۲۰۱۰       | رتبه چهارم (۲۰۰۶)                     |
| فرانسه              | برنده مرحله حذفی اروپا              | ۱۹ نوامبر ۲۰۱۳  | ۱۴         | ۲۰۱۰       | قهرمان (۱۹۹۸)                         |
| مکزیک               | برنده بازی حذفی اقیانوسیه-کونکاکاف  | ۲۰ نوامبر ۲۰۱۳  | ۱۵         | ۲۰۱۰       | یک چهارم نهایی (۱۹۷۰ (۱۹۸۶)           |
| اروگوئه             | برنده مرحله حذفی آسیا-آمریکای جنوبی | ۲۱ نوامبر ۲۰۱۳  | ۱۲         | ۲۰۱۰       | قهرمان (۱۹۳۰، ۱۹۵۰)                   |

## سهمیه کنفدراسیون‌ها
تعداد سهمیه‌های کنفدراسیون‌ها در جام جهانی فوتبال ۲۰۱۴:
- اروپا (یوفا): ۱۳ سهمیه
- آفریقا (کنفدراسیون فوتبال آفریقا): ۵ سهمیه
- آسیا (کنفدراسیون فوتبال آسیا): ۴ یا ۵ سهیمه
- آمریکای جنوبی (کونمبول) ۴ یا ۵ سهمیه (+ برزیل به عنوان میزبان در مجموع ۵ یا ۶ سهمیه)
- آمریکای شمالی، مرکزی و کاراییب (کونکاکاف): ۳ یا ۴ سهمیه
- اقیانوسیه (کنفدراسیون فوتبال اقیانوسیه): ۰ یا ۱ سهمیه

### خلاصه صلاحیت‌ها
|               |                   |                  |                |                    |                     |  |  |  |
| کنفدراسیون    | تیم‌های شروع کننده | تیم‌های صعود کرده | تیم‌های حذف شده | مجموع جایگاه نهایی | تاریخ پایان مسابقات |  |  |  |
| آسیا          | ۴۳                | ۴                | ۳۹             | ۴                  | ۲۰ نوامبر ۲۰۱۳      |  |  |  |
| آفریقا        | ۵۲                | ۵                | ۴۷             | ۵                  | ۱۹ نوامبر ۲۰۱۳      |  |  |  |
| کونکاکاف      | ۳۵                | ۴                | ۳۱             | ۴                  | ۲۰ نوامبر ۲۰۱۳      |  |  |  |
| آمریکای جنوبی | ۹+۱               | ۵+۱              | ۴              | ۵+۱                | ۲۰ نوامبر ۲۰۱۳      |  |  |  |
| اقیانوسیه     | ۱۱                | ۰                | ۱۱             | ۰                  | ۲۰ نوامبر ۲۰۱۳      |  |  |  |
| اروپا         | ۵۳                | ۱۳               | ۴۰             | ۱۳                 | ۱۹ نوامبر ۲۰۱۳      |  |  |  |
| مجموع         | ۲۰۳+۱             | ۳۱+۱             | ۱۷۲            | ۳۱+۱               | ۲۰ نوامبر ۲۰۱۳      |  |  |  |

## خلاصه رقابت‌ها

### اِی‌اف‌سی
| \| تیم- ن - ب - و \| بازی \| امتیاز \| \| -------------- \| ---- \| ------ \| \| ایران \| ۸ \| ۱۶ \| \| کرهٔ جنوبی \| ۸ \| ۱۴ \| \| ازبکستان \| ۸ \| ۱۴ \| \| قطر \| ۸ \| ۷ \| \| لبنان \| ۸ \| ۵ \| |      |        |
| تیم | بازی | امتیاز |
| ایران | ۸    | ۱۶     |
| کرهٔ جنوبی | ۸    | ۱۴     |
| ازبکستان | ۸    | ۱۴     |
| قطر | ۸    | ۷      |
| لبنان | ۸    | ۵      |

| تیم       | بازی | امتیاز |
| --------- | ---- | ------ |
| ایران     | ۸    | ۱۶     |
| کرهٔ جنوبی | ۸    | ۱۴     |
| ازبکستان  | ۸    | ۱۴     |
| قطر       | ۸    | ۷      |
| لبنان     | ۸    | ۵      |

| \| تیم- ن - ب - و \| بازی \| امتیاز \| \| -------------- \| ---- \| ------ \| \| ژاپن \| ۸ \| ۱۷ \| \| استرالیا \| ۸ \| ۱۳ \| \| اردن \| ۸ \| ۱۰ \| \| عمان \| ۸ \| ۹ \| \| عراق \| ۸ \| ۵ \| |      |        |
| تیم | بازی | امتیاز |
| ژاپن | ۸    | ۱۷     |
| استرالیا | ۸    | ۱۳     |
| اردن | ۸    | ۱۰     |
| عمان | ۸    | ۹      |
| عراق | ۸    | ۵      |

| تیم      | بازی | امتیاز |
| -------- | ---- | ------ |
| ژاپن     | ۸    | ۱۷     |
| استرالیا | ۸    | ۱۳     |
| اردن     | ۸    | ۱۰     |
| عمان     | ۸    | ۹      |
| عراق     | ۸    | ۵      |

| تیم ۱ | نتیجه‌نهایی  | تیم ۲    | بازی رفت | بازی برگشت |
| ----- | ----------- | -------- | -------- | ---------- |
| اردن  | ۲–۲ (۹–۸ پ) | ازبکستان | ۱–۱      | ۱–۱ (و.ا.) |

مسابقات مقدماتی قاره آسیا با حضور ۴۶ تیم ملی برای انتخاب ۴ یا ۵ سهمیه برگزار شد که تیم‌های ایران، ژاپن، کره‌جنوبی و استرالیا به صورت مستقیم به جام جهانی صعود کردند. تیم‌های ازبکستان و اردن نیز به مرحله حذفی صعود کردند، پس از انجام دو دیدار رفت و برگشت کشور اردن به مرحله حذفی بعدی و برای دیدار با تیم پنجم منطقه آمریکای جنوبی صعود کرد.

### کاف
مسابقات مقدماتی قاره آفریقا با حضور ۵۳ تیم ملی برای انتخاب ۵ سهمیه برگزار شد. پس از برگزاری مسابقات رفت و برگشت تیم‌های ملی ساحل عاج، نیجریه، کامرون، غنا و الجزایر به جام جهانی ۲۰۱۴ صعود کردند.
| تیم ۱       | نتیجه‌نهایی  | تیم ۲   | بازی رفت | بازی برگشت |
| ----------- | ----------- | ------- | -------- | ---------- |
| ساحل عاج    | ۴–۲         | سنگال   | ۳–۱      | ۱-۱        |
| اتیوپی      | ۱–۴         | نیجریه  | ۱–۲      | ۰–۲        |
| تونس        | ۱–۴         | کامرون  | ۰–۰      | ۱–۴        |
| غنا         | ۷–۳         | مصر     | ۶–۱      | ۱–۲        |
| بورکینافاسو | ۳–۳ (گل. ح) | الجزایر | ۳–۲      | ۰–۱        |

### کونکاکاف
| \| تیم- ن - ب - و \| بازی \| امتیاز \| \| ------------------- \| ---- \| ------ \| \| ایالات متحده آمریکا \| ۱۰ \| ۲۲ \| \| کاستاریکا \| ۱۰ \| ۱۸ \| \| هندوراس \| ۱۰ \| ۱۵ \| \| مکزیک \| ۱۰ \| ۱۱ \| \| پاناما \| ۱۰ \| ۸ \| \| جامائیکا \| ۱۰ \| ۵ \| |      |        |
| تیم | بازی | امتیاز |
| ایالات متحده آمریکا | ۱۰   | ۲۲     |
| کاستاریکا | ۱۰   | ۱۸     |
| هندوراس | ۱۰   | ۱۵     |
| مکزیک | ۱۰   | ۱۱     |
| پاناما | ۱۰   | ۸      |
| جامائیکا | ۱۰   | ۵      |

| تیم                 | بازی | امتیاز |
| ------------------- | ---- | ------ |
| ایالات متحده آمریکا | ۱۰   | ۲۲     |
| کاستاریکا           | ۱۰   | ۱۸     |
| هندوراس             | ۱۰   | ۱۵     |
| مکزیک               | ۱۰   | ۱۱     |
| پاناما              | ۱۰   | ۸      |
| جامائیکا            | ۱۰   | ۵      |

مسابقات مقدماتی آمریکای شمالی، مرکزی و کاراییب (کونکاکاف) با حضور ۴۰ تیم ملی برای انتخاب ۳ یا ۴ سهمیه برگزار شد.
تیم‌های ملی آمریکا، کاستاریکا و هندوراس به صورت مستقیم به جام جهانی صعود کردند، همچنین کشور مکزیک به عنوان تیم چهارم این منطقه با تیم ملی فوتبال نیوزیلند از قاره اقیانوسیه برای صعود به جام‌جهانی به رقابت پرداخت که پس از برگزاری مسابقه رفت و برگشت، مکزیک با نتیجه ۹ بر ۳ به جام جهانی صعود کرد.

### آمریکای جنوبی
برزیل به عنوان میزبان جام جهانی ۲۰۱۴ در مسابقات مقدماتی این منطقه حضور نداشته و به صورت مستقیم صعود کرد، همچنین آرژانتین، کلمبیا، شیلی و اکوادور به صورت مستقیم به جام جهانی راه یافتند و اروگوئه به عنوان تیم پنجم با تیم اردن از قاره آسیا برای صعود به جام جهانی به رقابت پرداخت.
| \| تیم- ن - ب - و \| بازی \| امتیاز \| \| -------------- \| ---- \| ------ \| \| آرژانتین \| ۱۶ \| ۳۲ \| \| کلمبیا \| ۱۶ \| ۳۰ \| \| شیلی \| ۱۶ \| ۲۸ \| \| اکوادور \| ۱۶ \| ۲۵ \| \| اروگوئه \| ۱۶ \| ۲۵ \| \| ونزوئلا \| ۱۶ \| ۲۰ \| \| پرو \| ۱۶ \| ۱۵ \| \| بولیوی \| ۱۶ \| ۱۲ \| \| پاراگوئه \| ۱۶ \| ۱۲ \| |      |        |
| تیم | بازی | امتیاز |
| آرژانتین | ۱۶   | ۳۲     |
| کلمبیا | ۱۶   | ۳۰     |
| شیلی | ۱۶   | ۲۸     |
| اکوادور | ۱۶   | ۲۵     |
| اروگوئه | ۱۶   | ۲۵     |
| ونزوئلا | ۱۶   | ۲۰     |
| پرو | ۱۶   | ۱۵     |
| بولیوی | ۱۶   | ۱۲     |
| پاراگوئه | ۱۶   | ۱۲     |

### اواف‌سی
مسابقات مقدماتی قاره اقیانوسیه با حضور ۱۴ تیم ملی برای انتخاب نیم سهمیه این منطقه برگزار شد. تیم ملی فوتبال نیوزیلند به عنوان تیم برتر قاره اقیانوسیه با کشور مکزیک تیم چهارم منطقه کونکاکاف برای صعود به جام جهانی به رقابت پرداخت.
| \| تیم- ن - ب - و \| بازی \| امتیاز \| \| -------------- \| ---- \| ------ \| \| نیوزیلند \| ۶ \| ۱۸ \| \| کالدونیای جدید \| ۶ \| ۱۲ \| \| تاهیتی \| ۶ \| ۳ \| \| جزایر سلیمان \| ۶ \| ۳ \| |      |        |
| تیم | بازی | امتیاز |
| نیوزیلند | ۶    | ۱۸     |
| کالدونیای جدید | ۶    | ۱۲     |
| تاهیتی | ۶    | ۳      |
| جزایر سلیمان | ۶    | ۳      |

### یوفا
مسابقات مقدماتی قاره اروپا با حضور ۵۳ تیم ملی برای انتخاب ۱۳ سهمیه برگزار شد. این رقابت‌ها در ۹ گروه برگزار شد، ۸ گروه شش تیمی و ۱ گروه پنج تیمی. ۹ تیم اول گروه‌ها به‌طور مستقیم صعود کردند و از بین ۹ تیمی که دوم شدند، ۸ تیم برتر برای پلی‌آف انتخاب شدند (با در نظر گرفتن مجموع امتیازات در بازی با تیم‌های گروه، به جز امتیازات ِ دو بازی رفت و برگشت با تیم ِ ششم برای گروه‌های شش تیمی). سپس این ۸ تیم به ۴ گروه تقسیم شدند و برندهٔ بازی‌های رفت و برگشت به جام جهانی صعود کرد.
| \| تیم- ن - ب - و \| بازی \| امتیاز \| \| -------------- \| ---- \| ------ \| \| بلژیک \| ۱۰ \| ۲۶ \| \| کرواسی \| ۱۰ \| ۱۷ \| \| صربستان \| ۱۰ \| ۱۴ \| \| اسکاتلند \| ۱۰ \| ۱۱ \| \| ولز \| ۱۰ \| ۱۰ \| \| مقدونیه شمالی \| ۱۰ \| ۷ \| |      |        |
| تیم | بازی | امتیاز |
| بلژیک | ۱۰   | ۲۶     |
| کرواسی | ۱۰   | ۱۷     |
| صربستان | ۱۰   | ۱۴     |
| اسکاتلند | ۱۰   | ۱۱     |
| ولز | ۱۰   | ۱۰     |
| مقدونیه شمالی | ۱۰   | ۷      |

| تیم           | بازی | امتیاز |
| ------------- | ---- | ------ |
| بلژیک         | ۱۰   | ۲۶     |
| کرواسی        | ۱۰   | ۱۷     |
| صربستان       | ۱۰   | ۱۴     |
| اسکاتلند      | ۱۰   | ۱۱     |
| ولز           | ۱۰   | ۱۰     |
| مقدونیه شمالی | ۱۰   | ۷      |

| تیم         | بازی | برد | مساوی | باخت | گل زده | گل خورده | گل تفاضل | امتیاز |  | ITA | DEN | CZE | BUL | ARM | MLT |
| ----------- | ---- | --- | ----- | ---- | ------ | -------- | -------- | ------ |  | --- | --- | --- | --- | --- | --- |
| ایتالیا (Q) | ۱۰   | ۶   | ۴     | ۰    | ۱۹     | ۹        | ۱۰+      | ۲۲     |  | —   | 3–1 | 2–1 | 1–0 | 2–2 | 2–0 |
| دانمارک     | ۱۰   | ۴   | ۴     | ۲    | ۱۷     | ۱۲       | ۵+       | ۱۶     |  | 2–2 | —   | 0–0 | 1–1 | 0–4 | 6–0 |
| چک          | ۱۰   | ۴   | ۳     | ۳    | ۱۳     | ۹        | ۴+       | ۱۵     |  | 0–0 | 0–3 | —   | 0–0 | 1–2 | 3–1 |
| بلغارستان   | ۱۰   | ۳   | ۴     | ۳    | ۱۴     | ۹        | ۵+       | ۱۳     |  | 2–2 | 1–1 | 0–1 | —   | 1–0 | 6–0 |
| ارمنستان    | ۱۰   | ۴   | ۱     | ۵    | ۱۲     | ۱۳       | ۱−       | ۱۳     |  | 1–3 | 0–1 | 0–3 | 2–1 | —   | 0–1 |
| مالت        | ۱۰   | ۱   | ۰     | ۹    | ۵      | ۲۸       | ۲۳−      | ۳      |  | 0–2 | 1–2 | 1–4 | 1–2 | 0–1 | —   |

| \| تیم- ن - ب - و \| بازی \| امتیاز \| \| -------------- \| ---- \| ------ \| \| آلمان \| ۱۰ \| ۲۸ \| \| سوئد \| ۱۰ \| ۲۰ \| \| اتریش \| ۱۰ \| ۱۷ \| \| جمهوری ایرلند \| ۱۰ \| ۱۴ \| \| قزاقستان \| ۱۰ \| ۵ \| \| جزایر فارو \| ۱۰ \| ۱ \| |      |        |
| تیم | بازی | امتیاز |
| آلمان | ۱۰   | ۲۸     |
| سوئد | ۱۰   | ۲۰     |
| اتریش | ۱۰   | ۱۷     |
| جمهوری ایرلند | ۱۰   | ۱۴     |
| قزاقستان | ۱۰   | ۵      |
| جزایر فارو | ۱۰   | ۱      |

| تیم           | بازی | امتیاز |
| ------------- | ---- | ------ |
| آلمان         | ۱۰   | ۲۸     |
| سوئد          | ۱۰   | ۲۰     |
| اتریش         | ۱۰   | ۱۷     |
| جمهوری ایرلند | ۱۰   | ۱۴     |
| قزاقستان      | ۱۰   | ۵      |
| جزایر فارو    | ۱۰   | ۱      |

| \| تیم- ن - ب - و \| بازی \| امتیاز \| \| -------------- \| ---- \| ------ \| \| هلند \| ۱۰ \| ۲۸ \| \| رومانی \| ۱۰ \| ۱۹ \| \| مجارستان \| ۱۰ \| ۱۷ \| \| ترکیه \| ۱۰ \| ۱۶ \| \| استونی \| ۱۰ \| ۷ \| \| آندورا \| ۱۰ \| ۰ \| |      |        |
| تیم | بازی | امتیاز |
| هلند | ۱۰   | ۲۸     |
| رومانی | ۱۰   | ۱۹     |
| مجارستان | ۱۰   | ۱۷     |
| ترکیه | ۱۰   | ۱۶     |
| استونی | ۱۰   | ۷      |
| آندورا | ۱۰   | ۰      |

| تیم      | بازی | امتیاز |
| -------- | ---- | ------ |
| هلند     | ۱۰   | ۲۸     |
| رومانی   | ۱۰   | ۱۹     |
| مجارستان | ۱۰   | ۱۷     |
| ترکیه    | ۱۰   | ۱۶     |
| استونی   | ۱۰   | ۷      |
| آندورا   | ۱۰   | ۰      |

| \| تیم- ن - ب - و \| بازی \| امتیاز \| \| -------------- \| ---- \| ------ \| \| سوئیس \| ۱۰ \| ۲۴ \| \| ایسلند \| ۱۰ \| ۱۷ \| \| اسلوونی \| ۱۰ \| ۱۵ \| \| نروژ \| ۱۰ \| ۱۲ \| \| آلبانی \| ۱۰ \| ۱۱ \| \| قبرس \| ۱۰ \| ۵ \| |      |        |
| تیم | بازی | امتیاز |
| سوئیس | ۱۰   | ۲۴     |
| ایسلند | ۱۰   | ۱۷     |
| اسلوونی | ۱۰   | ۱۵     |
| نروژ | ۱۰   | ۱۲     |
| آلبانی | ۱۰   | ۱۱     |
| قبرس | ۱۰   | ۵      |

| تیم     | بازی | امتیاز |
| ------- | ---- | ------ |
| سوئیس   | ۱۰   | ۲۴     |
| ایسلند  | ۱۰   | ۱۷     |
| اسلوونی | ۱۰   | ۱۵     |
| نروژ    | ۱۰   | ۱۲     |
| آلبانی  | ۱۰   | ۱۱     |
| قبرس    | ۱۰   | ۵      |

| \| تیم- ن - ب - و \| بازی \| امتیاز \| \| -------------- \| ---- \| ------ \| \| روسیه \| ۱۰ \| ۲۲ \| \| پرتغال \| ۱۰ \| ۲۱ \| \| اسرائیل \| ۱۰ \| ۱۴ \| \| آذربایجان \| ۱۰ \| ۹ \| \| ایرلند شمالی \| ۱۰ \| ۷ \| \| لوکزامبورگ \| ۱۰ \| ۶ \| |      |        |
| تیم | بازی | امتیاز |
| روسیه | ۱۰   | ۲۲     |
| پرتغال | ۱۰   | ۲۱     |
| اسرائیل | ۱۰   | ۱۴     |
| آذربایجان | ۱۰   | ۹      |
| ایرلند شمالی | ۱۰   | ۷      |
| لوکزامبورگ | ۱۰   | ۶      |

| تیم          | بازی | امتیاز |
| ------------ | ---- | ------ |
| روسیه        | ۱۰   | ۲۲     |
| پرتغال       | ۱۰   | ۲۱     |
| اسرائیل      | ۱۰   | ۱۴     |
| آذربایجان    | ۱۰   | ۹      |
| ایرلند شمالی | ۱۰   | ۷      |
| لوکزامبورگ   | ۱۰   | ۶      |

| \| تیم- ن - ب - و \| بازی \| امتیاز \| \| --------------- \| ---- \| ------ \| \| بوسنی و هرزگوین \| ۱۰ \| ۲۵ \| \| یونان \| ۱۰ \| ۲۵ \| \| اسلواکی \| ۱۰ \| ۱۳ \| \| لیتوانی \| ۱۰ \| ۱۱ \| \| لتونی \| ۱۰ \| ۸ \| \| لیختن‌اشتاین \| ۱۰ \| ۲ \| |      |        |
| تیم | بازی | امتیاز |
| بوسنی و هرزگوین | ۱۰   | ۲۵     |
| یونان | ۱۰   | ۲۵     |
| اسلواکی | ۱۰   | ۱۳     |
| لیتوانی | ۱۰   | ۱۱     |
| لتونی | ۱۰   | ۸      |
| لیختن‌اشتاین | ۱۰   | ۲      |

| تیم             | بازی | امتیاز |
| --------------- | ---- | ------ |
| بوسنی و هرزگوین | ۱۰   | ۲۵     |
| یونان           | ۱۰   | ۲۵     |
| اسلواکی         | ۱۰   | ۱۳     |
| لیتوانی         | ۱۰   | ۱۱     |
| لتونی           | ۱۰   | ۸      |
| لیختن‌اشتاین     | ۱۰   | ۲      |

| \| تیم- ن - ب - و \| بازی \| امتیاز \| \| -------------- \| ---- \| ------ \| \| انگلستان \| ۱۰ \| ۲۲ \| \| اوکراین \| ۱۰ \| ۲۱ \| \| مونته‌نگرو \| ۱۰ \| ۱۵ \| \| لهستان \| ۱۰ \| ۱۳ \| \| مولدووا \| ۱۰ \| ۱۱ \| \| سان مارینو \| ۱۰ \| ۰ \| |      |        |
| تیم | بازی | امتیاز |
| انگلستان | ۱۰   | ۲۲     |
| اوکراین | ۱۰   | ۲۱     |
| مونته‌نگرو | ۱۰   | ۱۵     |
| لهستان | ۱۰   | ۱۳     |
| مولدووا | ۱۰   | ۱۱     |
| سان مارینو | ۱۰   | ۰      |

| تیم        | بازی | امتیاز |
| ---------- | ---- | ------ |
| انگلستان   | ۱۰   | ۲۲     |
| اوکراین    | ۱۰   | ۲۱     |
| مونته‌نگرو  | ۱۰   | ۱۵     |
| لهستان     | ۱۰   | ۱۳     |
| مولدووا    | ۱۰   | ۱۱     |
| سان مارینو | ۱۰   | ۰      |

| \| تیم- ن - ب - و \| بازی \| امتیاز \| \| -------------- \| ---- \| ------ \| \| اسپانیا \| ۸ \| ۲۰ \| \| فرانسه \| ۸ \| ۱۷ \| \| فنلاند \| ۸ \| ۹ \| \| گرجستان \| ۸ \| ۵ \| \| بلاروس \| ۸ \| ۴ \| |      |        |
| تیم | بازی | امتیاز |
| اسپانیا | ۸    | ۲۰     |
| فرانسه | ۸    | ۱۷     |
| فنلاند | ۸    | ۹      |
| گرجستان | ۸    | ۵      |
| بلاروس | ۸    | ۴      |

| تیم     | بازی | امتیاز |
| ------- | ---- | ------ |
| اسپانیا | ۸    | ۲۰     |
| فرانسه  | ۸    | ۱۷     |
| فنلاند  | ۸    | ۹      |
| گرجستان | ۸    | ۵      |
| بلاروس  | ۸    | ۴      |

| تیم ۱   | نتیجه نهایی | تیم ۲  | بازی رفت | بازی برگشت |
| ------- | ----------- | ------ | -------- | ---------- |
| پرتغال  | ۴–۲         | سوئد   | ۱–۰      | ۳–۲        |
| اوکراین | ۲–۳         | فرانسه | ۲–۰      | ۰–۳        |
| یونان   | ۴–۲         | رومانی | ۳–۱      | ۱–۱        |
| ایسلند  | ۰–۲         | کرواسی | ۰–۰      | ۰–۲        |

## مسابقات حذفی
مسابقات رفت این مرحله ۱۳ نوامبر و مسابقه برگشت در ۲۰ نوامبر ۲۰۱۳ برگزار شد.

### پنجم ای‌اف‌سی  v پنجم کونمبول
| تیم ۱ | نتیجه نهایی | تیم ۲   | بازی رفت | بازی برگشت |
| ----- | ----------- | ------- | -------- | ---------- |
| اردن  | ۰–۵         | اروگوئه | ۰–۵      | ۰-۰        |

### چهارم کونکاکاف v قهرمان اواف‌سی
| تیم ۱ | نتیجه نهایی | تیم ۲    | بازی رفت | بازی برگشت |
| ----- | ----------- | -------- | -------- | ---------- |
| مکزیک | ۹–۳         | نیوزیلند | ۵–۱      | ۴–۲        |

## بهترین گلزنان
در ۱۴ نوامبر ۲۰۱۳، ۲۳۱۴ گل در ۸۰۵ بازی زده شده‌است که میانگین ۲٫۸۷ گل در هر بازی است.
۱۲ گل